# Thomas Gale

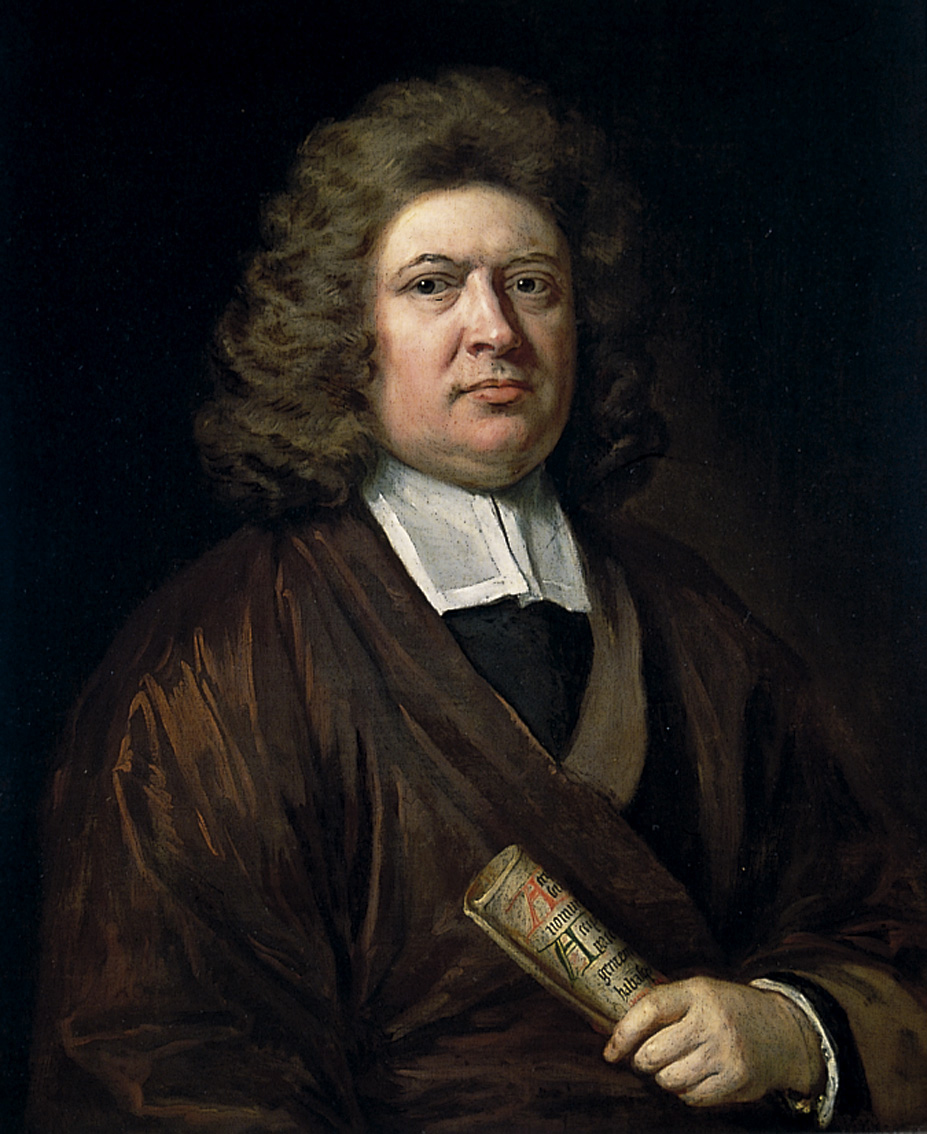
Thomas Gale

Thomas Gale (* 1635? in Scruton, Yorkshire; † 7. oder 8. April 1702 in York) war ein englischer Altphilologe und Kleriker.

## Leben
Gale war der Sohn von Christopher Gale und seiner Frau Frances (geborene Conyers). Er besuchte die Westminster School und anschließend ab dem 23. Mai 1655 das Trinity College, Cambridge. Dort wurde er zunächst Fellow, im Jahr 1666 schließlich auch Regius Professor of Greek. 1672 wurde er zum high master der Saint Paul’s school, 1676 zum Kanoniker der St Paul’s Cathedral, 1677 zum Mitglied der Royal Society und 1697 zum Dean von York ernannt. Als Philologe hat Gale verschiedene mythographische Schriften und griechische wie lateinische Autoren herausgegeben und kommentiert. In einer Philosophiegeschichte (1670) hat er den Begriff Neuplatonismus für den spätantiken Platonismus eingeführt. Als Hauptverdienst wird ihm jedoch die Sammlung und Edition alter Quellen zur frühen englischen Geschichte angerechnet. Gale soll Verfasser der Inschrift auf dem London Monument sein, in der die Katholiken beschuldigt werden, das Große Feuer verursacht zu haben.
Gale war verheiratet mit Barbara (Tochter von Roger Pepys aus Impington, Cambridgeshire). Sie hatten mehrere Söhne Roger Gale († 25. Juni 1744) und Charles Gale (1677–1738), Samuel Gale (1682–1754) und Thomas Gale sowie eine Tochter Elizabeth (* 1687), die später die zweite Frau von William Stukeley wurde. Er wurde im Münster von York beigesetzt.

## Schriften
Als Herausgeber
- Opuscula mythologica physica et ethica. Graece et latine. Seriem eorum sistit pagina praefationem proxime sequens. Wetstein, Amsterdam 1671, auch 1688.
- Historiae poeticae Scriptores antiqui. Muguet-Scott, Paris 1675.
- Iamblichi: Liber de mysteriis Aegyptiorum. 1678.
- Ψαλτήριον. Psalterium. Juxta exemplar Alexandrinum editio nova, Græce & Latine. Sheldon, Oxford 1678.
- Rerum Anglicarum Scriptorum Veterum. Sheldon, Oxford 1684.
- Historiae Anglicanae Scriptores Quinque. Sheldon, Oxford 1687 (Rerum Anglicarum scriptores veteres, 2).
- Historiae Britannicae, Saxonicae, Anglo-Danicae Scriptores XV. Sheldon, Oxford 1691 (Rerum Anglicarum scriptores veteres. 3).